# Wyciągi Narciarskie Klepki Wisła Malinka
Wyciągi Narciarskie Klepki Wisła Malinka – ośrodek narciarski położony w Wiśle Malince w Beskidzie Śląskim na południowym zboczu Czupla (882 m n.p.m.) w Paśmie Baraniej Góry. Ośrodek znajduje się ok. 500 na wschód od skoczni narciarskiej im. Adama Małysza w Wiśle-Malince.

## Wyciągi i trasy
W skład kompleksu wchodzą:
- 4-osobowy wyciąg krzesełkowy firmy Leitner o długości 600 m, przewyższeniu 90 m i przepustowości 1800 osób na godzinę,
- „Duży” wyciąg talerzykowy (wzdłuż wyciągu krzesełkowego) o długości 600 m, przewyższeniu 90 m i przepustowości 700 osób na godzinę,
- „Mały” wyciąg talerzykowy o długości 180 m, przewyższeniu 20 m i przepustowości 200 osób na godzinę.

Wzdłuż wyciągu krzesełkowego i Dużego wyciągu talerzykowego przebiega niebieska trasa narciarska w dwóch wariantach (mniej i bardziej okrężna) o długości odpowiednio 750 i 850 m, a wzdłuż Małego wyciągu orczykowego bardzo łatwa trasa – ośla łączka dla początkujących o długości 200 m. Trasy są dośnieżane, ratrakowane i oświetlone.

## Pozostała infrastruktura
Ponadto na terenie ośrodka do dyspozycji narciarzy i snowboardzistów są:
- punkt gastronomiczny
- wypożyczalnia sprzętu
- bezpłatny parking.

Stacja nie jest członkiem Stowarzyszenia Polskie stacje narciarskie i turystyczne.
Ośrodek Wyciągi Narciarskie Klepki Wisła Malinka objęty jest wspólnym systemem karnetów o nazwie „Wiślański Skipass” z pozostałymi ośrodkami narciarskimi w okolicy: Beskid, Cienków, Nowa Osada, Stożek, Czantoria, Palenica, Poniewiec, Sarajewo i Siglany.

## Historia
Wyciąg krzesełkowy został oddany do użytku 26 stycznia 2014 roku wraz z rozpoczęciem sezonu narciarskiego 2013/2014.